# Changes (песня Дэвида Боуи)
«Changes» (с англ. — «Перемены») — композиция Дэвида Боуи, первоначально выпущенная в альбоме Hunky Dory в декабре 1971 года, в январе 1972-го была издана в качестве сингла. Несмотря на то, что песня не попала в Top 40 лучших синглов британского чарта, «Changes» стала одной из самых известных композиций Боуи. Лирика песни часто интерпретируется как манифест переменчивой натуре певца, его сексуальной двусмысленности, и частым преобразованиям имиджа и музыкального стиля в течение 1970-х. Этот сингл приводится в качестве официального североамериканского дебюта Дэвида Боуи, несмотря на то, что песня «The Man Who Sold the World», была выпущена в Северной Америке двумя годами ранее.

## Музыка и лирика
Композиция была сочинена как пародия на песенки из ночных клубов, Боуи не придавал ей значения, и был немало удивлён, когда ему стали охотно подпевать на концертах, а затем песня стала большим хитом. Фортепианные партии в начале песни исполнил Рик Уэйкман (впоследствии легендарный клавишник группы Yes), в конце песни на саксофоне играет сам Дэвид Боуи. Струнными аранжировками для песни занимался Мик Ронсон, а её «заикающийся» припев сравнивали с композицией «My Generation» группы The Who.
Текст песни сфокусирован на компульсивной природе художественного переосмысления («Странные увлечения, завораживают меня / Изменения набирают темп, который я прохожу») и дистанцирование музыканта от рок-мейнстрима («Смотрите, вы рок-н-рольщики»). Композиция также интерпретировалась как рекламирование «Modern Kind, как нового движения», эта тема повторяется на следующем треке альбома, «Oh! You Pretty Things». В статье об альбоме Hunky Dory журнала Rolling Stone отмечалось, что песня «Changes» может быть «истолкована как попытка юноши осмыслить, как он будет реагировать, когда придет его время, быть на обруганной стороне расколотого поколения».

## Выпуск и влияние
С согласия Боуи, британский музыкант Питер Нун записал кавер-версию песни «Oh! You Pretty Things», которую впоследствии критики назовут «песней, которая должна была стать очевидным синглом альбома Hunky Dory», композиция «Changes» была выбрана для издания в качестве сингла в январе 1972 года. Как и альбом, песня получила хорошие отзывы критиков, но не имела значительного успеха в чартах, она провалилась на родине музыканта, а в американском хит-параде не добралась до Top 40 (хотя подобралась вплотную).
Песня была обязательным номером концертных выступлений Боуи в период турне Зигги Стардаста в 1972-73 годах, затем она исполнялась в турах: Diamond Dogs (1974 год) и Station to Station (1976 год). По словам Боуи, «песня превратилось в этакого монстра, которого публика не прекращала просить на концертах: 'Дэй-вид, Дэй-вид — спой „Changes“!' Я понятия не имел, что она станет такой популярной вещью». В опросе журнала Rolling Stone 2004 года «500 величайших песен всех времен» композиция заняла 128 место рейтинга. 27 ноября 2016 года «Changes» была введена в Зал славы премии «Грэмми».

## Кавер версии
- Butterfly Boucher записала саундтрек к мультфильму «Шрек 2» (2004) с Дэвидом Боуи на вокале.[14]
- Пиано-рок-группа Jack’s Mannequin исполнила эту песню вживую[15].
- Bananarama записала эту песню в 1993 году с продюсерами Майком Стоком и Питом Уотерманом, но никогда официально не выпускала её.[16]

## Участники записи
Продюсеры:
- - Кен Скотт
  - Дэвид Боуи

Музыканты:
- - Дэвид Боуи: вокал, гитара, меллотрон, саксофон
  - Мик Ронсон: гитара, струнные аранжировки
  - Тревор Болдер: бас
  - Мик Вудмэнси: ударные
  - Рик Уэйкман: фортепиано

## Хит-парады
| Хит-парад (1972)        | Высшая позиция |
| ----------------------- | -------------- |
| US Billboard Hot 100    | 66             |
| US Cash Box Top 100     | 59             |
| Хит-парад (1975)        | Высшая позиция |
| US Cash Box Top 100     | 38             |
| Canada RPM Top Singles  | 32             |
| US Billboard Hot 100    | 41             |
| Хит-парад (2016)        | Высшая позиция |
| UK Singles Chart        | 49             |
| France SNEP             | 84             |
| US Billboard Rock Songs | 10             |